# Alien Soundtracks II
Alien Soundtracks II è il decimo album in studio del gruppo musicale Chrome, pubblicato il 1988.

## Tracce
1. Ghost Town – 4:40
2. Planet 14 – 3:57
3. Under 3 Moons – 5:15
4. In The Far Corners Of The Unknown – 3:55
5. The Stars Of Ours (Planet 14 Part II) – 15:44

## Formazione
- Damon Edge - voce, sintetizzatore
- Fabienne Shine - voci aggiuntive
- Remy Devilla - chitarra
- Cliff Martin - chitarra
- Pierre Roussel - basso
- Patrick Imbert - batteria